# Colocleora chresima
Colocleora chresima là một loài bướm đêm trong họ Geometridae.